# Hideki Kasai
Hideki Kasai (葛西 秀樹, Kasai Hideki, 1966) est un photographe japonais.

## Source
- (en) Cet article est partiellement ou en totalité issu de l’article de Wikipédia en anglais intitulé « Hideki Kasai » (voir la liste des auteurs).